# Harloe
Джессика Эшли Карпов (англ. Jessica Ashley Karpov), более известна как Harloe (стилизировано маюскулом); род. в 1992) — американская R&B-певица из Лос-Анджелиса. В дополнение к своей собственной карьере исполнителя, Карпов была соавтором и сопродюсером четырёх песен для альбома Келли Кларксон 2017 года Meaning of Life, включая синглы «I Don't Think About You» и «Heat». Также писала песни для Бритни Спирс, Charli XCX, Селин Дион, Зейна, Сабрины Клаудио и Оливии Холт.

## Ранняя жизнь
Эшли Джессика Карпов родилась 10 июля 1992 года в Куинсе, в Нью-Йорке, в семье Лоры и Игоря Карповых. Старшая сестра Эшли, Сьюзанн — оперная певица. Имеет русское и румынское происхождение. Окончила Линбрукскую высшую школу в Линбруке. Также обучалась исполнительному искусству в Clive Davis Department of Recorded Music в Нью-Йорке.

## Карьера

### В качестве Джессики Эшли
Начала публично выступать с 2009 года. В 2016 году выпустила свой дебютный сингл под псевдонимом Harlœ, All in My Feelings. В 2012 году под именем Джессика Эшли выпустила мини-альбом Prelude, включающий синглы «Souvenir», «24 Hours» и «Neverland». В клипе на песню «Neverland» снялся актёр Джастин, а Эшли исполнила роль современной Золушки. В 2014 году подписала контракт с Epic Records.

### В качестве Harloe
В 2016 году под псевдонимом Harloe выпустила дебютный сингл, «All in My Feelings» с участием Dreezy. В 2017 году выпустила сингл «More Than Ever». В 2019 сочинила и появилась на сингле Робина Шульца «All This Love». В том же году Harloe начала выпускать музыку на лейбле Roc Nation. 1 октября 2019 года она выпустила сингл и видеоклип на «Rivers Run Dry». 19 ноября выпустила сингл и музыкальный клип «One More Chance» Her debut EP as Harloe, also titled Rivers Run Dry, is set to be released in spring 2020..
Также в 2019 озвучила Флору в аниме-сериале Carole & Tuesday.

## Дискография

### EP
| Название       | Подробности релиза                                                         |
| -------------- | -------------------------------------------------------------------------- |
| Prelude        | - Выпущен: 8 мая 2012 - Лейбл: Nocturne - Формат: Цифровое скачивание      |
| Rivers Run Dry | - Выпущен: 13 марта 2020 - Лейбл: Roc Nation - Формат: Цифровое скачивание |

### Синглы
| Год  | Название             | Альбом             |
| ---- | -------------------- | ------------------ |
| 2012 | «Souvenir»           | Prelude            |
| 2012 | «24 Hours»           | Prelude            |
| 2012 | «Neverland»          | Prelude            |
| 2016 | «All in My Feelings» | Неальбомные синглы |
| 2017 | «More Than Ever»     | Неальбомные синглы |
| 2019 | «Rivers Run Dry»     | Rivers Run Dry     |
| 2019 | «One More Chance»    | Rivers Run Dry     |
| 2020 | «Crush On You»       | Rivers Run Dry     |

### Появления в качестве гостя
| Название                                                          | Год  | Высшая позиция в чартах | Высшая позиция в чартах | Высшая позиция в чартах | Сертификации | Альбом              |
| Название                                                          | Год  | GER                     | AUT                     | SWI                     | Сертификации | Альбом              |
| ----------------------------------------------------------------- | ---- | ----------------------- | ----------------------- | ----------------------- | ------------ | ------------------- |
| «Mr. Mystery» (Spadez при участии Джессики Эшли)                  | 2011 | —                       | —                       | —                       |              |                     |
| «No More Second Chances» (MKTO при участии Джессики Эшли)         | 2012 | —                       | —                       | —                       |              | MKTO                |
| «The Way We Were» (Mitch LJ & Luke Sky при участии Джессики Эшли) | 2014 | —                       | —                       | —                       |              |                     |
| «Over» (Spadez при участии Джессики Эшли)                         | 2014 | —                       | —                       | —                       |              | The Lost Tape       |
| «Live & Learn» (Spadez при участии Джессики Эшли)                 | 2014 | —                       | —                       | —                       |              | The Lost Tape       |
| «No More» (Spadez при участии Джессики Эшли)                      | 2015 | —                       | —                       | —                       |              | The Produce Section |
| «Just My Type» (Spadez при участии Джессики Эшли)                 | 2015 | —                       | —                       | —                       |              | The Produce Section |
| «One More Night» (Spadez при участии Джессики Эшли)               | 2015 | —                       | —                       | —                       |              | The Produce Section |
| «All This Love» (Робин Шульц при участии Harlœ)                   | 2019 | 26                      | 32                      | 28                      |              | TBA                 |

## Дискография в качестве автора песен
| Название                                             | Год  | Исполнитель     | Альбом                                        |
| ---------------------------------------------------- | ---- | --------------- | --------------------------------------------- |
| «Cool»                                               | 2014 | Maude           | #HoldUp                                       |
| «No More Second Chances» (при участии Джессики Эшли) | 2014 | MKTO            | MKTO                                          |
| «Unbreakable»                                        | 2014 | Мэдисон Бир     | Неальбомный сингл                             |
| «Kinda Miss You»                                     | 2015 | Дебора Кокс     | Work of Art                                   |
| «Love Me Down»                                       | 2016 | Бритни Спирс    | Glory                                         |
| «Secret (Shh)»                                       | 2016 | Charli XCX      | Vroom Vroom                                   |
| «Thin Air» (при участии Джордана Фишера)             | 2016 | Оливия Холт     | Olivia                                        |
| «Body Speak»                                         | 2016 | Серайя          | Empire: Original Soundtrack Season 2 Volume 2 |
| «Heat»                                               | 2017 | Келли Кларксон  | Meaning of Life                               |
| «Medicine»                                           | 2017 | Келли Кларксон  | Meaning of Life                               |
| «Cruel»                                              | 2017 | Келли Кларксон  | Meaning of Life                               |
| «I Don’t Think About You»                            | 2017 | Келли Кларксон  | Meaning of Life                               |
| «Fresh Air»                                          | 2018 | Зейн            | Icarus Falls                                  |
| «No Apologies»                                       | 2018 | Ник Джонас      | (Невыпущенный трек)                           |
| «Run My Mouth»                                       | 2018 | Элла Май        | Ella Mai                                      |
| «Pop/star»                                           | 2018 | K/DA            |                                               |
| «The Hard Way»                                       | 2019 | Селин Дион      | Courage                                       |
| «As Long As You’re Asleep»                           | 2019 | Сабрина Клаудио | Truth Is                                      |